# Жимувка
Жимувка (пол. Rzymówka) — село в Польщі, у гміні Злотория Злоторийського повіту Нижньосілезького воєводства.
Населення — 170 осіб (2011).
У 1975-1998 роках село належало до Легницького воєводства.

## Демографія
Демографічна структура станом на 31 березня 2011 року:
|          | Загалом | Допрацездатний вік | Працездатний вік | Постпрацездатний вік |
| -------- | ------- | ------------------ | ---------------- | -------------------- |
| Чоловіки | 89      | 19                 | 63               | 7                    |
| Жінки    | 81      | 18                 | 47               | 16                   |
| Разом    | 170     | 37                 | 110              | 23                   |